# Marcel Wyss (Künstler)
Marcel Wyss (* 21. Februar 1930 in Bern; † 10. Juni 2012 ebenda) war ein Schweizer Grafikdesigner und Künstler der konstruktiv-konkreten Kunst. Zusammen mit Dieter Roth und Eugen Gomringer gab er von 1953 bis 1964 die Künstlerzeitschrift spirale heraus.

## Leben und Werk
Marcel Wyss machte von 1946 bis 1950 eine Grafikerlehre bei den Gebrüdern Grimm in Bern. Nebenbei besuchte er den Grafikunterricht bei Eugen Jordi an der Kunstgewerbeschule Bern. Dort lernte er Dieter Roth kennen, mit dem er sich anfreundete. Nach seiner Mitarbeit im Atelier von Robert Sessler machte er sich als Grafiker selbstständig und arbeitete für den Schweizerischen Werkbund – für den er 1962 das Logo entwarf – und für die Agentur GGK (Gerstner, Gredinger und Kutter) in Basel. Aus dieser Zeit stammen zahlreiche Signete von Firmen und Institutionen. Für den Verlag «Office du Livre» in Fribourg gestaltete er die Buchreihe Architekturen den Welt.
In Neue Grafik, der internationalen Zeitschrift für Grafik und verwandte Gebiete, wurde er in der Ausgabe Juli 1959 als beispielhafter moderner «Grafiker der neuen Generation» vorgestellt. Die Ausgabe zeigte u. a. zwei von ihm gestaltete Neujahrsblätter für den Schweizer Designer Teo Jakob.
Wyss stellte Serigrafien, Multiples, Reliefs, kinetische Werke aus Acrylglas und Collagen her. In seiner gebrauchsgrafischen Tätigkeit entwarf er rational konstruierte Text-Bild-Ordnungen, für die die Zürcher Konkreten Pate standen.
Die ungeheftete Künstlerzeitschrift spirale, mit der Ambition gegründet, ein Kunstwerk darzustellen, war sein wichtigstes Projekt und Lebenswerk. Ihr blieb er von der ersten bis zur letzten Nummer auf das Engste verbunden und prägte mit seiner grafischen Gestaltung und seiner Auswahl der Beiträge die Zeitschrift am stärksten. Gomringer und Roth wiesen ihm die führende Rolle innerhalb ihrer Herausgeberschaft auch zu. In einem Brief an Wyss schrieb Roth: «… ich schicke dir hier … mach damit was du willst.»